# Dolmen de Meixoeiro
Le dolmen de Meixoeiro, est un dolmen situé près de la commune de Mos, dans la province de Pontevedra, en Galice.

## Situation
Le dolmen, qui faisait partie d'une nécropole composée de douze monuments mégalithiques, se trouve actuellement dans le parking d'un complexe sportif privé, le Círculo Mercantil de Vigo. Il ne reste pratiquement plus rien de la nécropole qui fut détruite lors de la construction du centre de loisirs.

## Structure

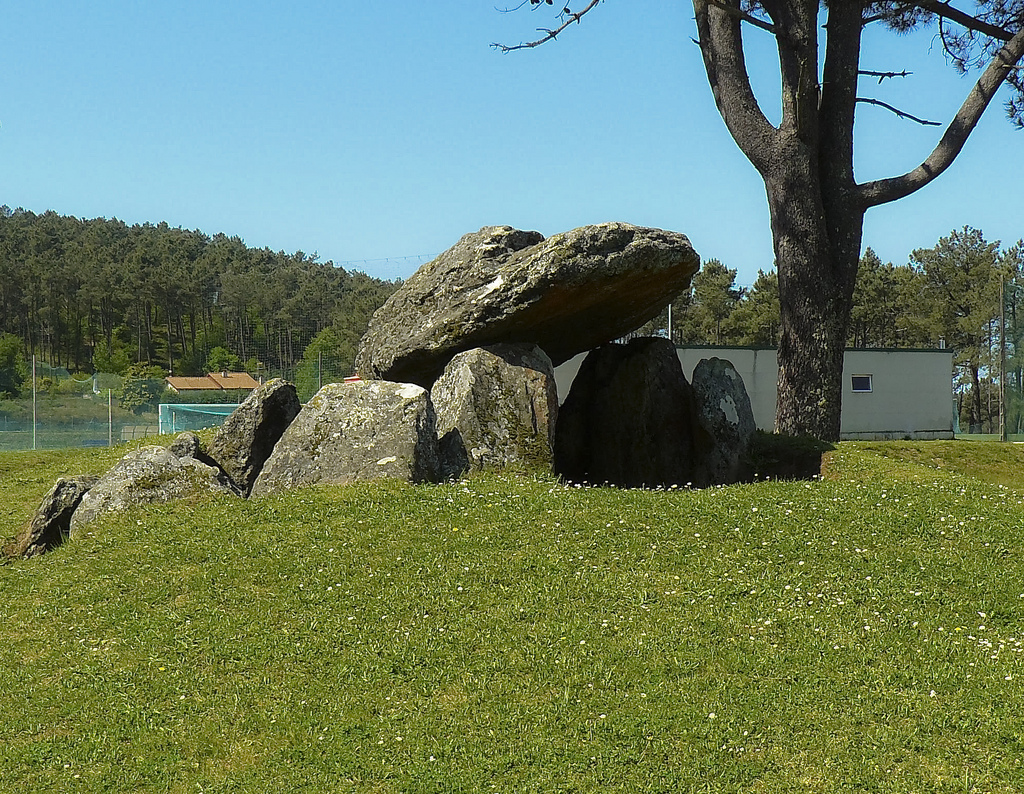
Vue du dolmen de Meixoeiro en 2009.

Le dolmen est composé de sept orthostates et d'un couloir court menant à une chambre de 2 m de diamètre et de 1,70 m de hauteur. La table de couverture a une épaisseur d'environ 1 m et mesure 3 m de longueur pour 3 m de largeur.

## Histoire
Le dolmen fut déclaré Bien de Interés Cultural.